# Xã Bath, Quận Summit, Ohio
Xã Bath (tiếng Anh: Bath Township) là một xã thuộc quận Summit, tiểu bang Ohio, Hoa Kỳ. Năm 2010, dân số của xã này là 9.702 người.